# کاریگالاین
شهر کاریگالاین (به انگلیسی: Carrigaline) با جمعیت ۱۰٫۹۷۶ نفر در شهرستان کورک در کشور جمهوری ایرلند واقع شده‌است.